# Ferrocarril de Tambo de Mora a Chincha Alta
| |                     |                 |                 |
| Streckenlänge: | 15 km               |                 |                 |
| Spurweite: | 1000 mm (Meterspur) |                 |                 |
| Zweigleisigkeit: | nein                |                 |                 |
| |                     |                 |                 |
| \| \| 12 \| Chincha Alta \| Chincha Alta \| \| \| \| Fernando Nagaro \| \| \| \| \| Pedregal \| \| \| \| 0 \| Tambo de Mora \| Tambo de Mora \| \| \| 3 \| Chincha Baja \| Chincha Baja \| \| \| \| \| \| \| Quellen: [1] \| \| \| \| |                     |                 |                 |
| Kopfbahnhof Streckenanfang (Strecke außer Betrieb) | 12                  | Chincha Alta    | Chincha Alta    |
| Haltepunkt / Haltestelle (Strecke außer Betrieb) |                     | Fernando Nagaro | Fernando Nagaro |
| Haltepunkt / Haltestelle (Strecke außer Betrieb) |                     | Pedregal        | Pedregal        |
| Spitzkehrbahnhof rechts | 0                   | Tambo de Mora   | Tambo de Mora   |
| Kopfbahnhof Streckenende (Strecke außer Betrieb) | 3                   | Chincha Baja    | Chincha Baja    |
| |                     |                 |                 |
| Quellen: |                     |                 |                 |

Die Ferrocarril de Tambo de Mora a Chincha Alta war ein kleines meterspuriges Eisenbahnnetz in Peru, das den Hafen Tambo de Mora mit seinem Hinterland verband.
Die Strecke von Tambo de Mora nach Chincha Alta wurde 1898 eröffnet und 1924 nach Chincha Baja verlängert. Die Bahn diente überwiegend dem landwirtschaftlichen Güterverkehr. Da sie aber auch fünf Personenwagen in ihrem Bestand hatte, kann davon ausgegangen werden, dass hier – wenigstens zeitweise – auch Personenverkehr angeboten wurde. Die Ferrocarril de Tambo de Mora á Chincha Alta wurde um 1940 stillgelegt.